# 26328 Літомишль
26328 Літомишль (26328 Litomysl) — астероїд головного поясу, відкритий 18 листопада 1998 року.
Тіссеранів параметр щодо Юпітера — 3,567.